# میل می-۱۴
میل-۱۴ ( روسی: Миль Ми-14 ، نام گزارش ناتو : Haze ؛ با نام مستعار الی در اتحاد جماهیر شوروی ) یک بالگرد آبی خاکی ساخت اتحاد جماهیر شوروی سابق با قابلیت‌های هسته‌‌ای و ضد زیردریایی است که بر مبنای میل-۸ طراحی شده است. 

## انواع مختلف

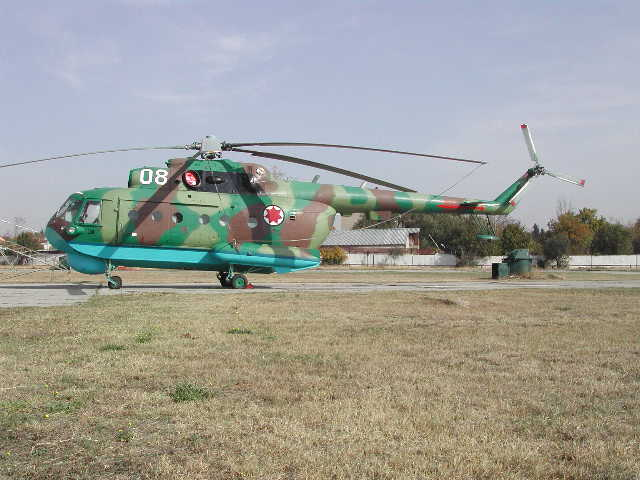
Mi-14 گرجستانی

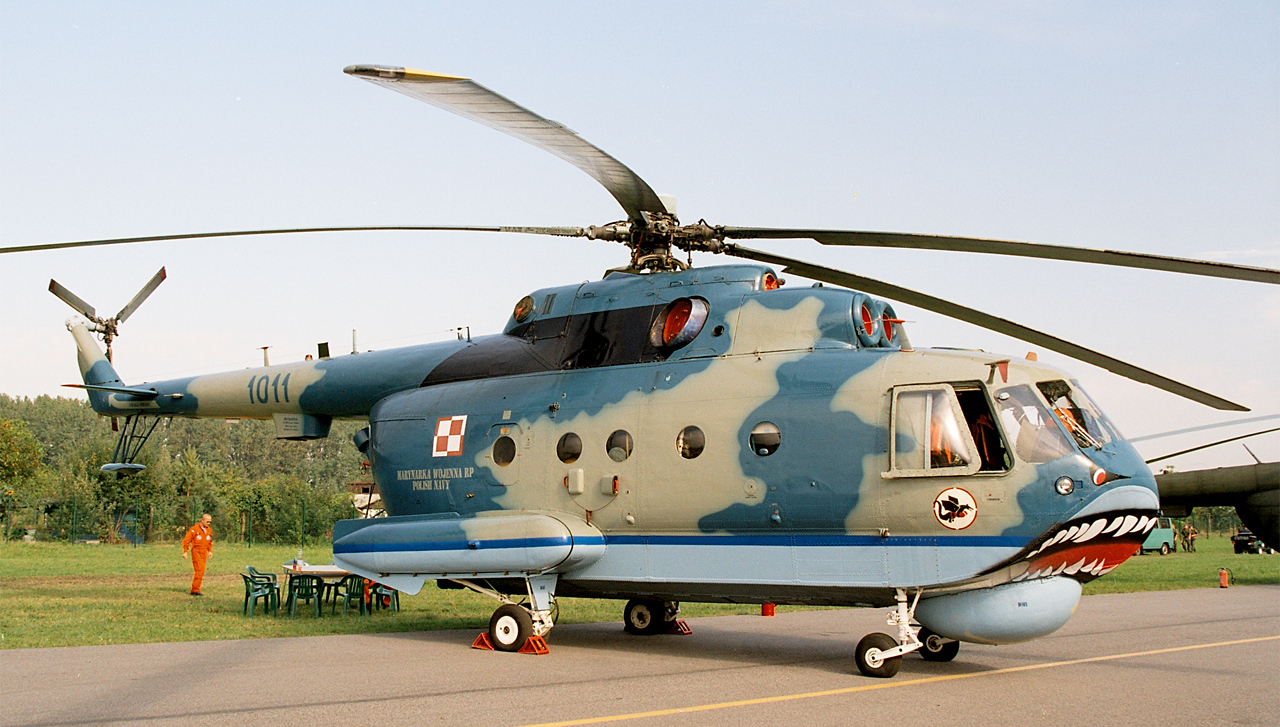
میل-۱۴ پی‌ال نیروی دریایی لهستان در نمایشگاه Radom Air ۲۰۰۵

V-14
نمونه اولیه هلیکوپتر Mi-14. 
میل-۱۴ پی‌ال (ناتو Haze-A)
هلیکوپتر جنگی ضد زیردریایی ، مجهز به مجهز به APM-60 MAD ، OKA-2 Sonobuoys و یک رادار جستجوی نوع 12-M قابل جمع شدن ، مسلح به یک اژدر تک AT-1 یا APR-2 ، یک بمب هسته ای Skat ، هشت بار شارژ عمق .  یک Mi-14PL منفرد برای انجام آزمایش با موشک هوایی Kh-23 (تعیین ناتو AS-7 کری) به سطح مورد استفاده قرار گرفت اما به نظر نمی‌رسد که این نوع وارد خدمت شده باشد. 
میل-۱۴ پی‌ال ام
نسخه جنگ ضد زیر دریایی بهبود یافته با مجموعه Osmminog ASW ، با رادار جستجوی جدید ، سونار فرو رفته و کامپیوتر دیجیتال. استفاده محدود 
میل-۱۴ پی‌ال/آر
تبدیل دو Mi-14PŁ (نام لهستانی Mi-14PL) به نسخه جستجو و نجات ، با تجهیزات ASW برداشته شده ، در سال ۲۰۱۰ توسعه یافت. 
میل-۱۴ بی‌تی (ناتو Haze-B)
بالگرد جاروبرقی معادن با سیستم های ASW برداشته شده و مجهز به سیلندرهای مقابله با معادن مجهز شده است. 25-30 ساخته شده است ، با شش فروند صادر شده به آلمان شرقی و دو فروند به بلغارستان.
میل-۱۴ پی‌اس (ناتو Haze-C)
نسخه جستجو و نجات با چراغهای جستجو و درهای کشویی با بالابر. 
میل-۱۴ پی‌ایکس
هلیکوپتر آموزشی جستجو و نجات نیروی دریایی لهستان (تعیین غیر رسمی).
میل-۱۴ پی‌زداچ
نسخه Firebuster دوزیست Mi-14BT.  قیمت تبدیل در مورد USD1M.
Mi-14PZh Eliminator III
هلیکوپترهای Mi-14BT به هواپیماهای آتش نشانی تبدیل شدند.
میل-۱۴ جی‌پی
تبدیل Mi-14PL به حمل و نقل مسافر ملکی 24-26 صندلی.
میل-۱۴پی
هلیکوپتر حمل و نقل غیرنظامی ۲۴ نفره.

## کاربران
تا سال ۱۹۹۹ ، حدود ۲۳۰ مورد تحویل داده شده بود که صادرات آن به بسیاری از متحدین اتحاد جماهیر شوروی از جمله بلغارستان ، کوبا ، آلمان شرقی ، لیبی ، لهستان و سوریه انجام شد . 

### اپراتورهای فعلی

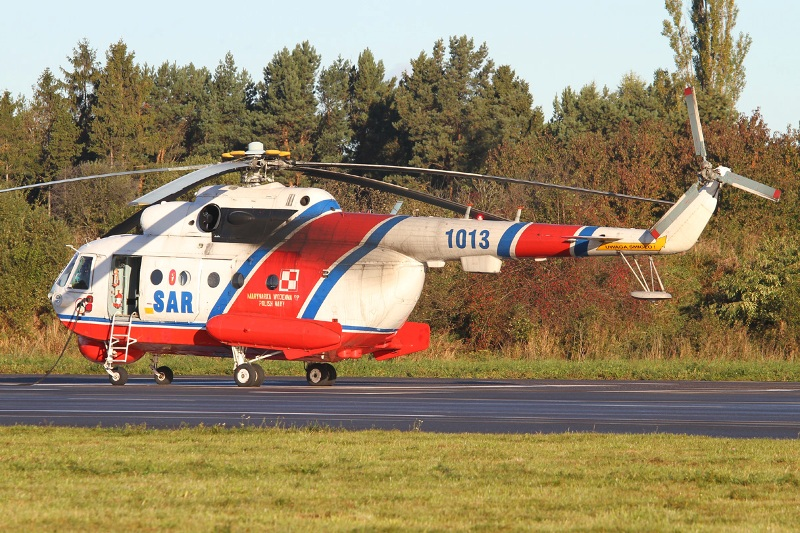
میل-۱۴ پی‌اسنیروی دریایی لهستان

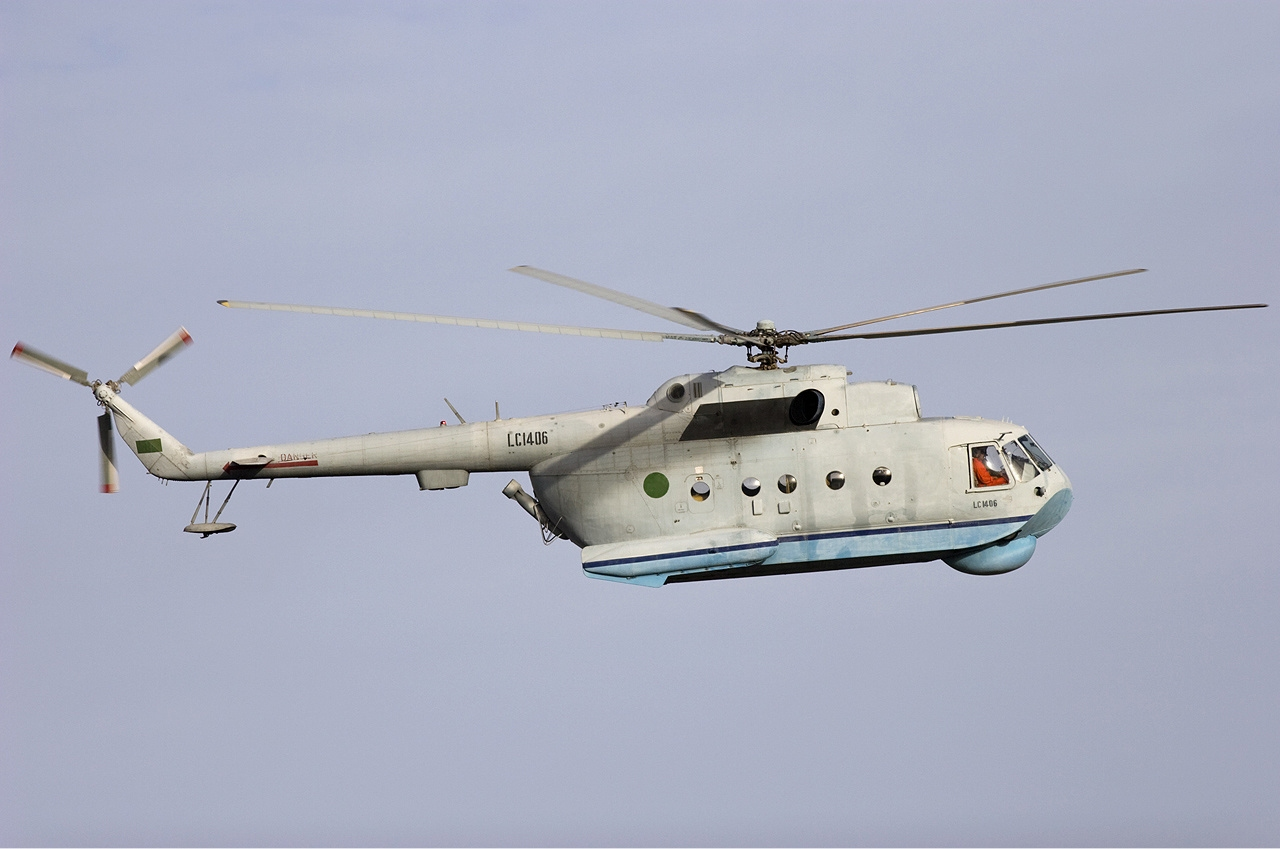
میل-۱۴ نیروی هوایی لیبی

گرجستان
- نیروی هوایی گرجستان [۸]

 لیبی
- نیروی هوایی لیبی [۸]

 کره شمالی
- نیروی هوایی ارتش خلق کره [۸]

 لهستان
- نیروی دریایی لهستان [۸]

 جمهوری کنگو
- نیروی دریایی کنگو [۸]

 سوریه
- نیروی هوایی سوریه [۸]

 اوکراین
- نیروی دریایی اوکراین [۸]

 یمن
- نیروی هوایی یمن [۸]

### اپراتورهای قبلی

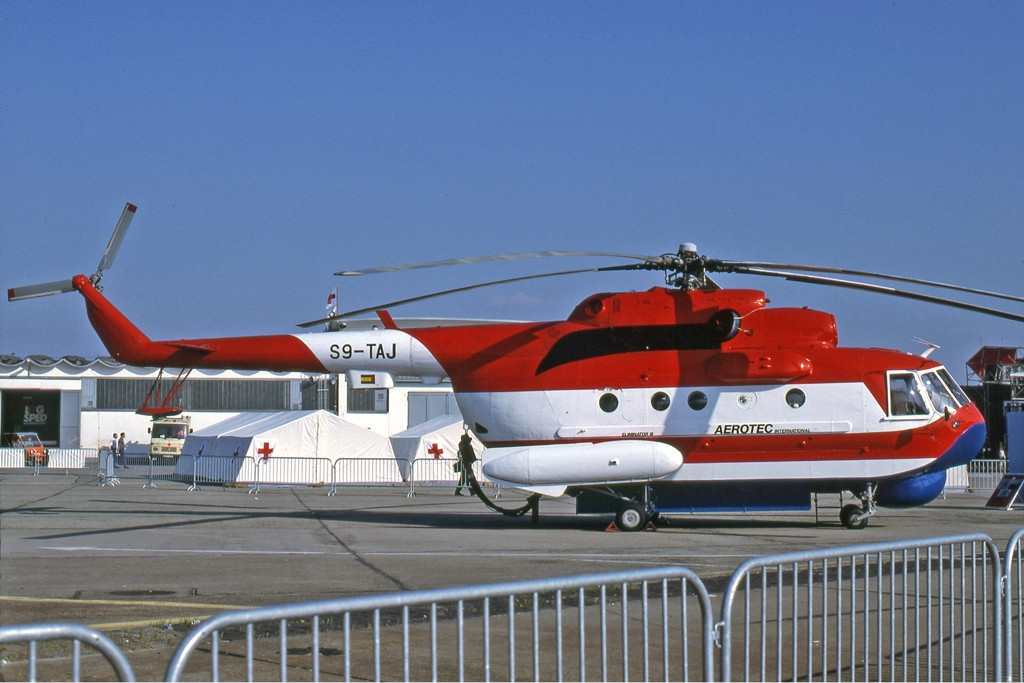
میل-۱۴بی‌تی در Aerotec International

بلغارستان
- نیروی دریایی بلغارستان [۹]

 کوبا
- نیروی هوایی کوبا [۹]

 آلمان شرقی
- نیروی دریایی آلمان شرقی [۱۰]  میل-۱۴بی‌تی در Aerotec International

 آلمان
- نیروی دریایی آلمان [۱۱]

 روسیه
- هواپیمایی دریایی روسیه [۹]

 اتحاد جماهیر شوروی
- هواپیمایی دریایی شوروی [۱۲]

 یوگسلاوی
- نیروی هوایی یوگسلاوی [۱۳]

## مشخصات (Mi-14PL)
- داده‌ها از Jane's All The World's Aircraft 1992–93[۱۴]ویژگی‌های عمومی
- خدمه: 4
- طول: ۱۸٫۳۸ متر (۶۰ فوت ۴ اینچ)
- ارتفاع: ۶٫۹۳ متر (۲۲ فوت ۹ اینچ)
- وزن خالی: ۱۱٬۷۵۰ کیلوگرم (۲۵٬۹۰۴ پوند)
- بیشترین وزن برخاست: ۱۴٬۰۰۰ کیلوگرم (۳۰٬۸۶۵ پوند)
- پیشرانه: ۲ عدد turboshaft engines Klimov TV3-117MT، ۱٬۴۵۴ کیلووات (۱٬۹۵۰ اسب بخار) در هر موتور
- قطر روتور اصلی:  ۲۱٫۲۹ متر (۶۹ فوت ۱۰ اینچ)
- مساحت روتور اصلی: ۳۵۶ متر مربع (۳٬۸۳۰ فوت مربع) *Blade section:NACA 23012[۱۵]

عملکرد
- حداکثر سرعت: ۲۳۰ کیلومتر بر ساعت (۱۴۰ مایل بر ساعت، ۱۲۰ گره)
- بُرد معبر: ۱٬۱۳۵ کیلومتر (۷۰۵ مایل، ۶۱۳ مایل دریایی)
- مداومت پروازی: 4 hours with maximum fuel[۱۶]
- حداکثر ارتفاع: ۳٬۵۰۰ متر (۱۱٬۵۰۰ فوت)

تسلیحات

- torpedoes, bomb and depth charge

### یادداشت
1. ↑  Gunston 1995, p. 238.
2. ↑  Mladenov Air International March 2001, pp. 187–188.
3. ↑  Mlandenov Air International March 2001, p. 188.
4. ↑  Mladenov Air International April 2001, p. 244.
5. ↑  Adam Gołąbek, Andrzej Wrona, Śmigłowce Mi-14PŁ/R w służbie, in: Lotnictwo Nr. 7/2011, pp. 40–47 (in Polish).
6. ↑  Mladenov Air International April 2001, p. 245.
7. ↑  Mladenov Air International April 2001, p. 246.
8. 1 2 3 4 5 6 7 8  "World Air Forces 2018". Flightglobal Insight. 2018. Retrieved 1 December 2017.
9. 1 2 3  "World Air Forces 2013" (PDF). Flightglobal Insight. 2013. Retrieved 5 April 2013.
10. ↑  "Volksmarine Mil Mi-14 "Haze"". Retrieved 5 April 2013.
11. ↑  "Marineflieger Mil Mi-14 "Haze"". Retrieved 5 April 2013.
12. ↑  "World Air Forces 1987 pg. 86". flightglobal.com. Retrieved 5 April 2013.
13. ↑  "World Air Forces 1997 pg. 71". flightglobal.com. Retrieved 5 April 2013.
14. ↑  Lambert, Mark; Munson, Kenneth; Taylor, Michael J.H., eds. (1992). Jane's all the world's aircraft 1992–93 (83rd ed.). Coulson, Surrey, UK: Jane's Information Group. ISBN 978-0710609878.
15. ↑  Lednicer, David. "The Incomplete Guide to Airfoil Usage". m-selig.ae.illinois.edu. Retrieved 16 April 2019.
16. ↑  http://fas.org/man/dod-101/sys/ac/row/mi-14.htm